# Тулия
Тулия (укр. Тулія) — село в Репкинском районе Черниговской области Украины. Население 12 человек. Занимает площадь 0,14 км².
Код КОАТУУ: 7424488806. Почтовый индекс: 15044. Телефонный код: +380 4641.

## Власть
Орган местного самоуправления — Смолиговский сельский совет. Почтовый адрес: 15044, Черниговская обл., Репкинский р-н, с. Смолиговка, ул. Черниговская, 15.